# Reconstruction de Maubeuge après la Seconde Guerre mondiale
En mai 1940, le centre-ville de Maubeuge est anéanti par les bombes incendiaires des Allemands ;  ceux-ci ayant mis à exécution leur menace de détruire la ville devant le refus de se rendre des soldats de la garnison locale. Le centre historique de la ville est alors détruit à plus de 90 %.
Un peu avant la fin de la guerre, fin 1944, le gouvernement provisoire du Général de Gaulle choisit André Lurçat comme architecte en chef de la reconstruction de Maubeuge. Ce sera le plus gros chantier de sa vie, le site idéal pour une redéfinition totale du concept urbain.
Lurçat a déclaré : « la ville sera moderne, claire, verte, aérée et insolée [...], une cité-jardin urbaine ».

## La première reconstruction de 1918; la destruction de 1940
Au début du XXe siècle, la ville de Maubeuge, fortifiée par Vauban, compte plus de 20 000 habitants, dont seulement 3 000 intra-muros. Les faubourgs se sont surtout développés à partir du milieu du XIXe siècle durant la révolution industrielle. Les enjeux majeurs de l'urbanisme local à cette époque sont le désenclavement du centre-ville et ses liaisons avec les faubourgs.
En 1914, lors de la Première Guerre mondiale, la ville est prise par les Allemands à la suite d'un siège : 48 % des immeubles sont détruits. La reconstitution qui suit est importante, mais rapide. Pour se conformer à la loi de 1919 applicable aux communes de plus de 10 000 habitants, un projet d'embellissement, d'agrandissement et d'extension, est préparé pour le Val de Sambre à Maubeuge, Louvroil, Marpent et Jeumont. Il prévoit notamment le démantèlement des fortifications, la réunion des différents bourgs et la construction d'installations hygiénistes. La place militaire est déclassée en 1928 puis progressivement détruite.
La ville est de nouveau bombardée en mai 1940 et détruite à 80 %. Dès juillet 1940, la ville est dégagée de ses décombres et nivelée. En 1941 Paul Janin, architecte des bâtiments civils et des palais nationaux, est chargé du plan d'aménagement et de reconstruction de la ville pour le compte du Commissaire technique à la Reconstruction immobilière. Entre 1942 et 1945, quinze projets sont refusés. À la fin de l'année 1944, le ministre de la reconstruction et de l'urbanisme Raoul Dautry charge André Lurçat de la reconstruction de la ville. Il travaille en collaboration avec les architectes régionaux et locaux. La reconstruction de la ville sera réalisée entre 1946 et 1963. Les projets architecturaux et urbanistiques de l'"après-reconstruction" seront axés autour des programmes de logement, situés dans les nouveaux faubourgs, et des voies de circulation.

## La reconstruction de 1945

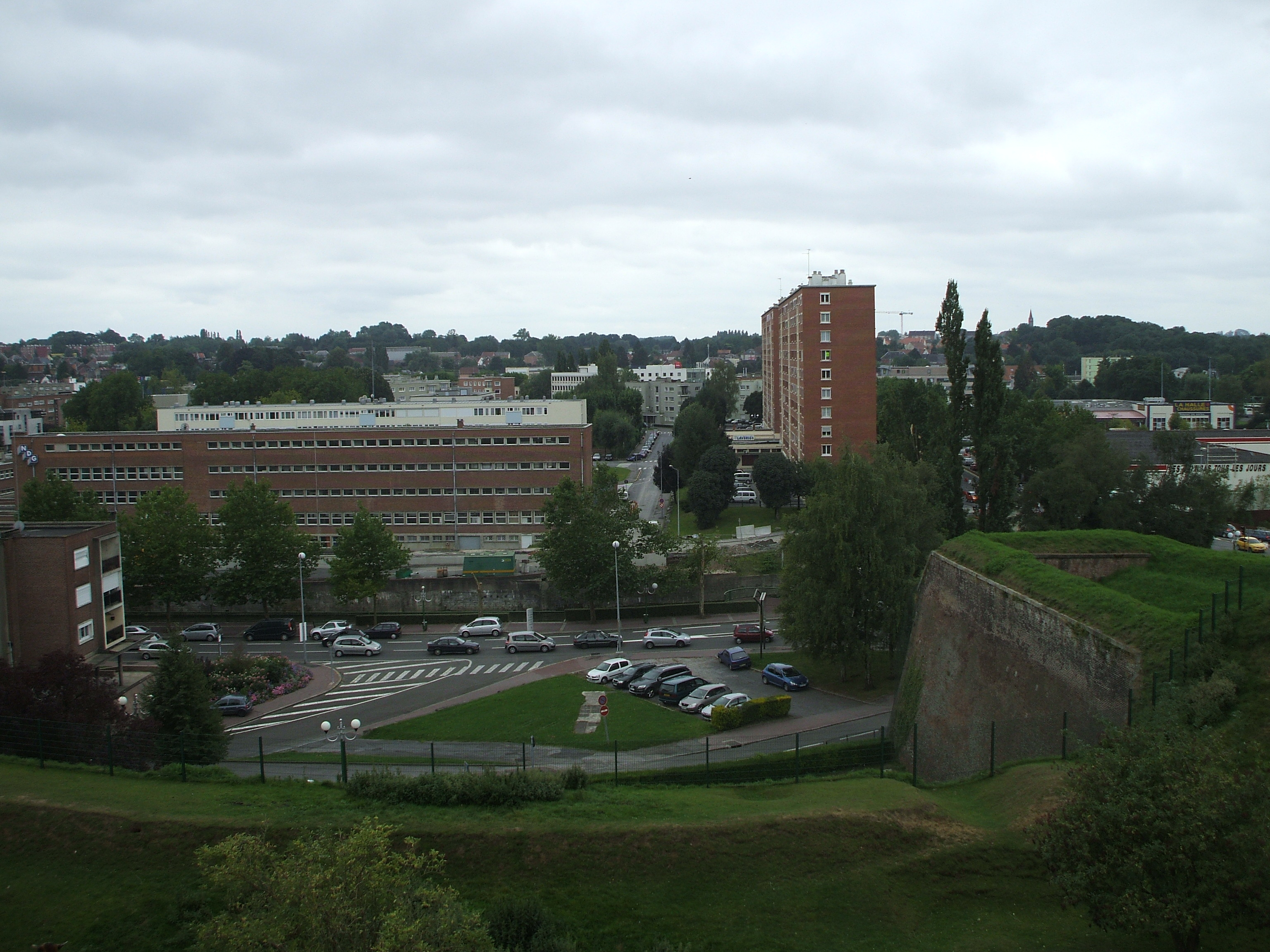
Vue des bâtiments reconstruits depuis le zoo

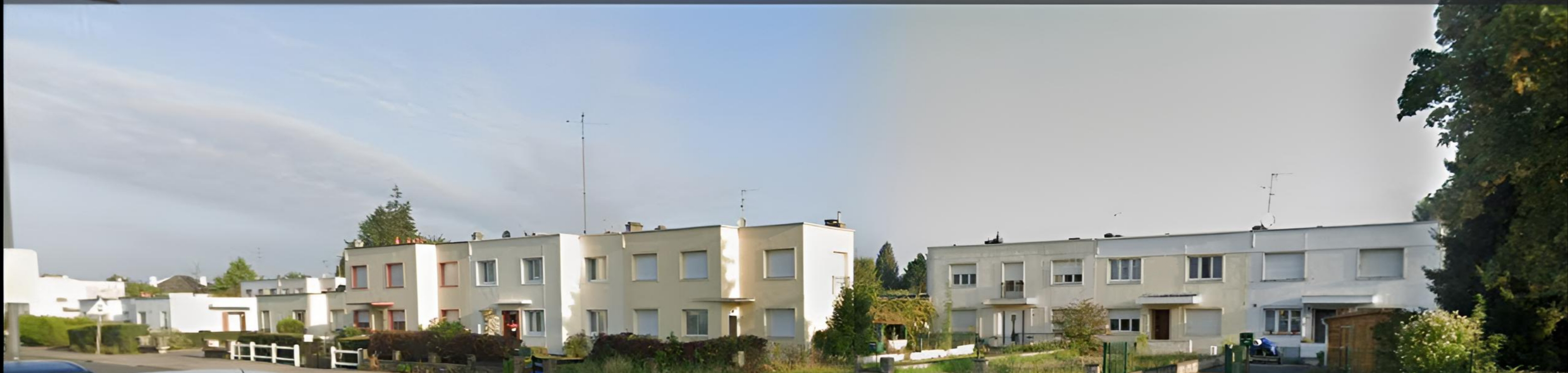
Maisons IDT dessinées par Lurçat, Avenue Jean Jaurès, Maubeuge

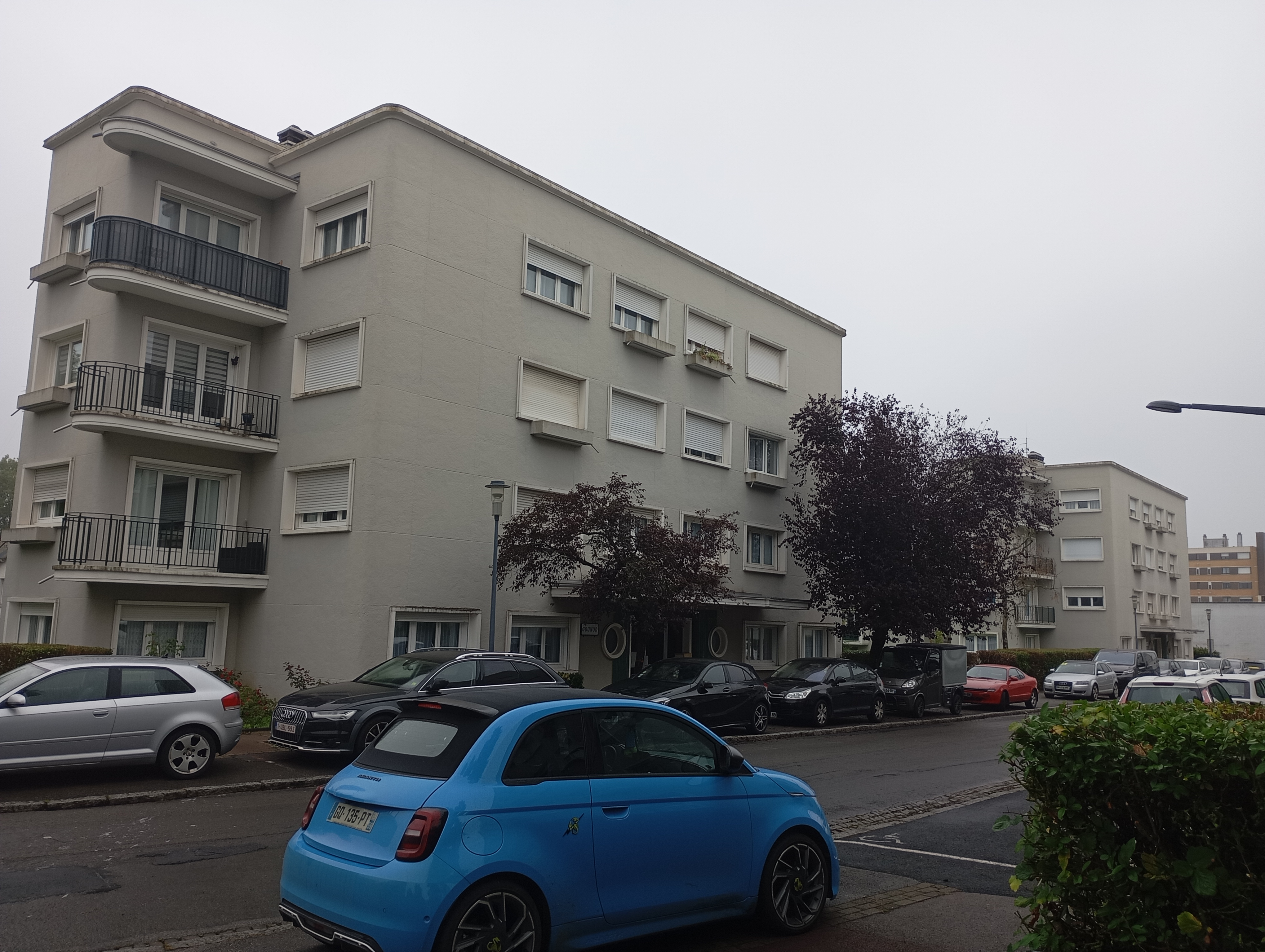
Immeubles Lurçat, rue des arts, Maubeuge

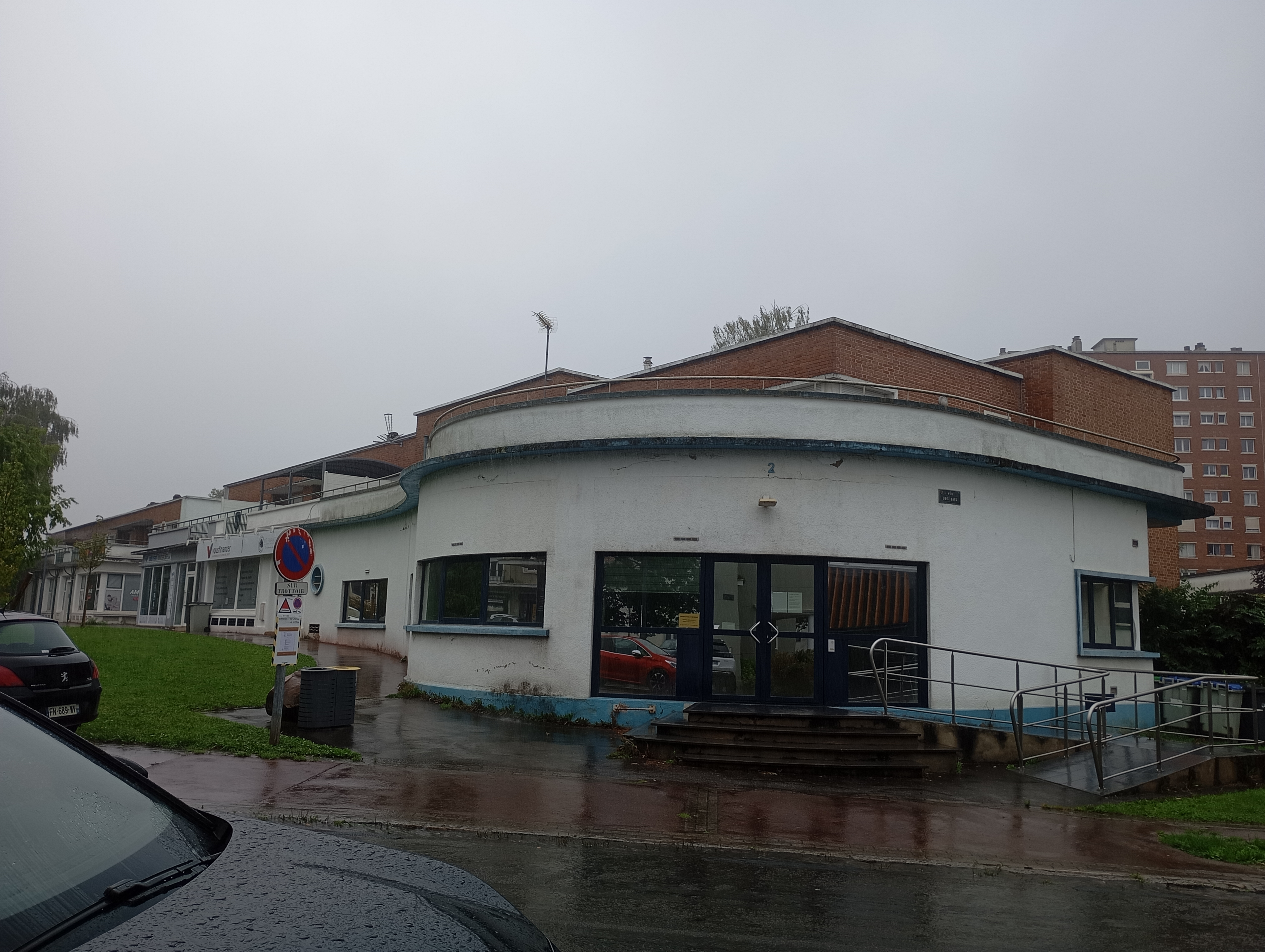
Commerces dessinés par Lurçat, rue des arts, Maubeuge

Les grandes orientations du plan proposé en 1919 sont repris par André Lurçat en 1945.
Sensible aux questions économiques, André Lurçat propose avant tout un programme de reconstruction cohérent, basé sur les matières premières locales (brique, pierre bleue, béton) pour favoriser la reprise. L'architecte est aussi un homme de dialogue ; il veut, malgré le côté radical que peut présenter une reconstruction totale, présenter une gestion concertée et approuvée par le plus grand nombre. Arrivé à Maubeuge en 1945, il invite les habitants à s’exprimer dans ce qu'il appelle des « meetings d’urbanisme », et il crée un Comité local avec les représentants des corps de métiers, les syndicats, les associations et les sinistrés.
Paradoxalement, Lurçat s’oppose à la destruction complète des fortifications de Vauban malgré le grand nombre de Maubeugeois qui y sont favorables. Finalement seul le côté sud des remparts sera ouvert (porte de Bavay, porte de Paris) afin de laisser plus d'espace à l'expansion du centre-ville. Les remparts de Maubeuge seront classés Monument Historique en 1947. D'une manière générale, Lurçat se prononcera contre la destruction de l'existant, que ce soit concernant le patrimoine de Vauban ou pour les rares bâtisses du centre qui tiennent encore debout après la guerre.

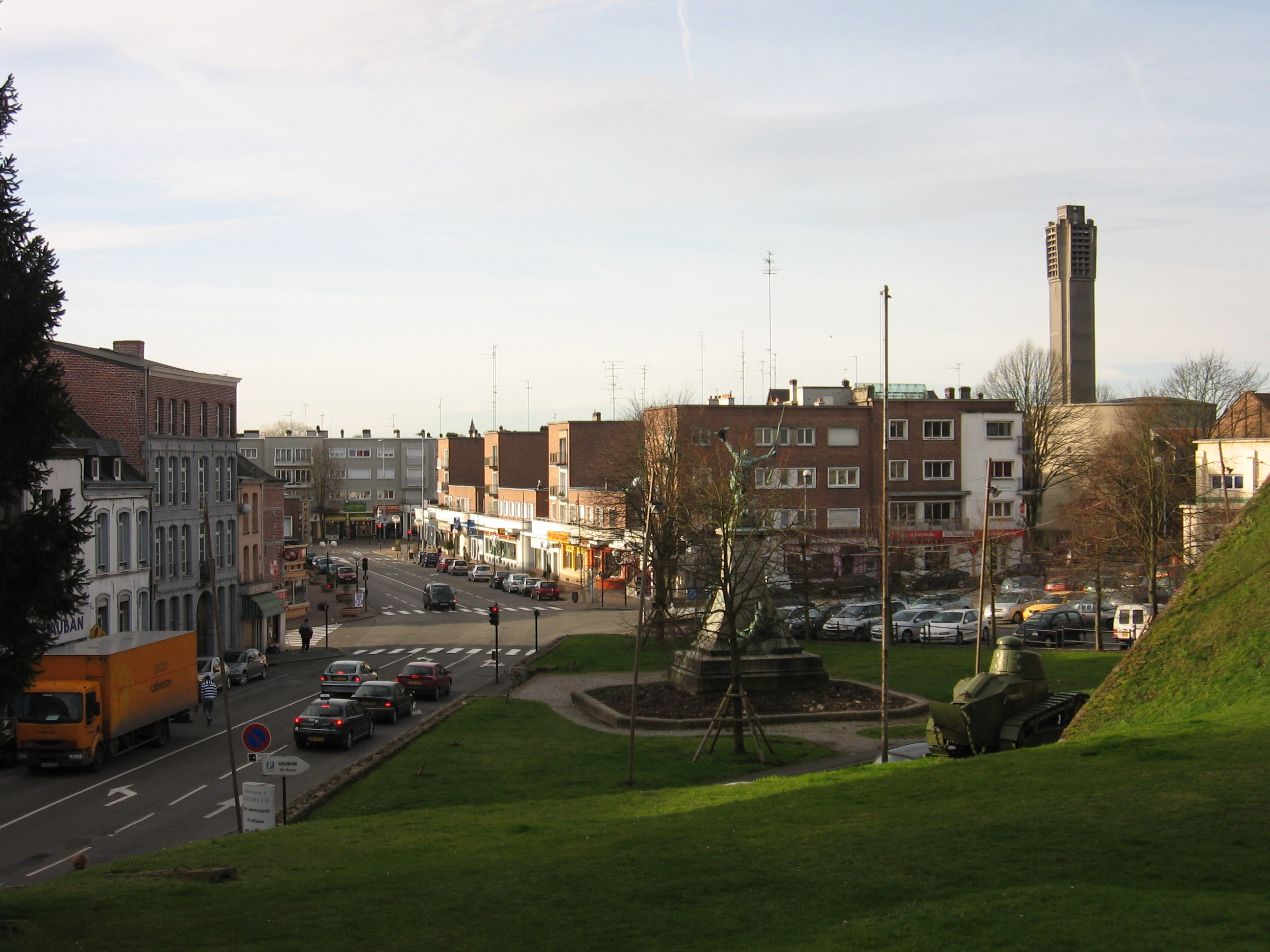
Variété des époques architecturales sur la place Vauban

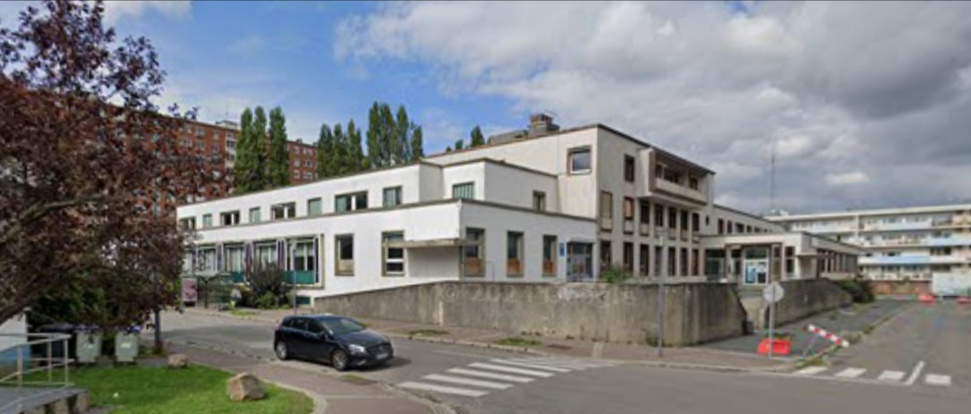
Ancienne Caisse de la Sécurité Sociale et d'Allocations familiales (CAF-CPAM) dessinée par André Lurçat, Place de Wattignies et futur emplacement du Musée Henri-Boez

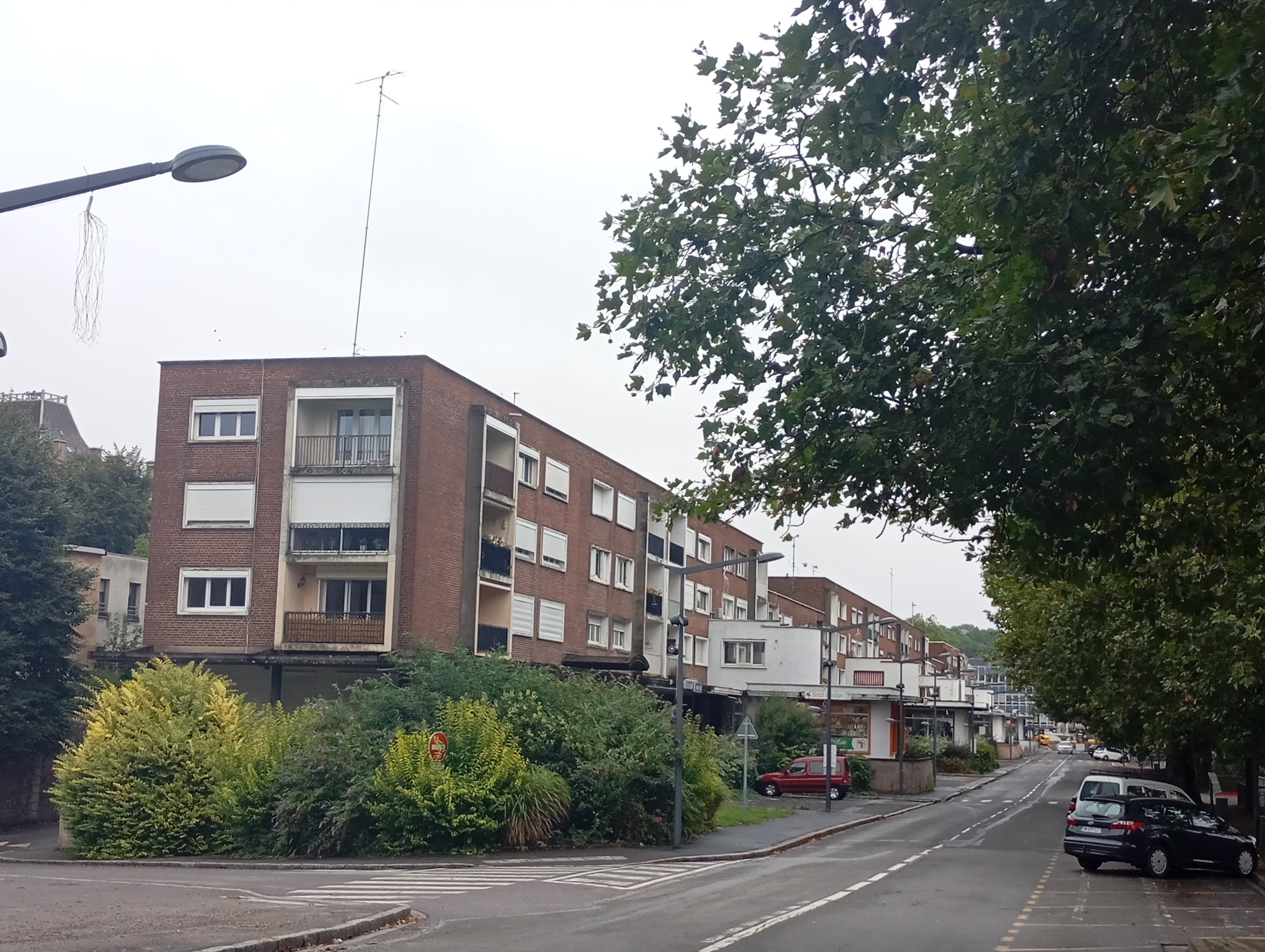
Logements et commerces du mail de Sambre dessinés par Lurçat, Maubeuge

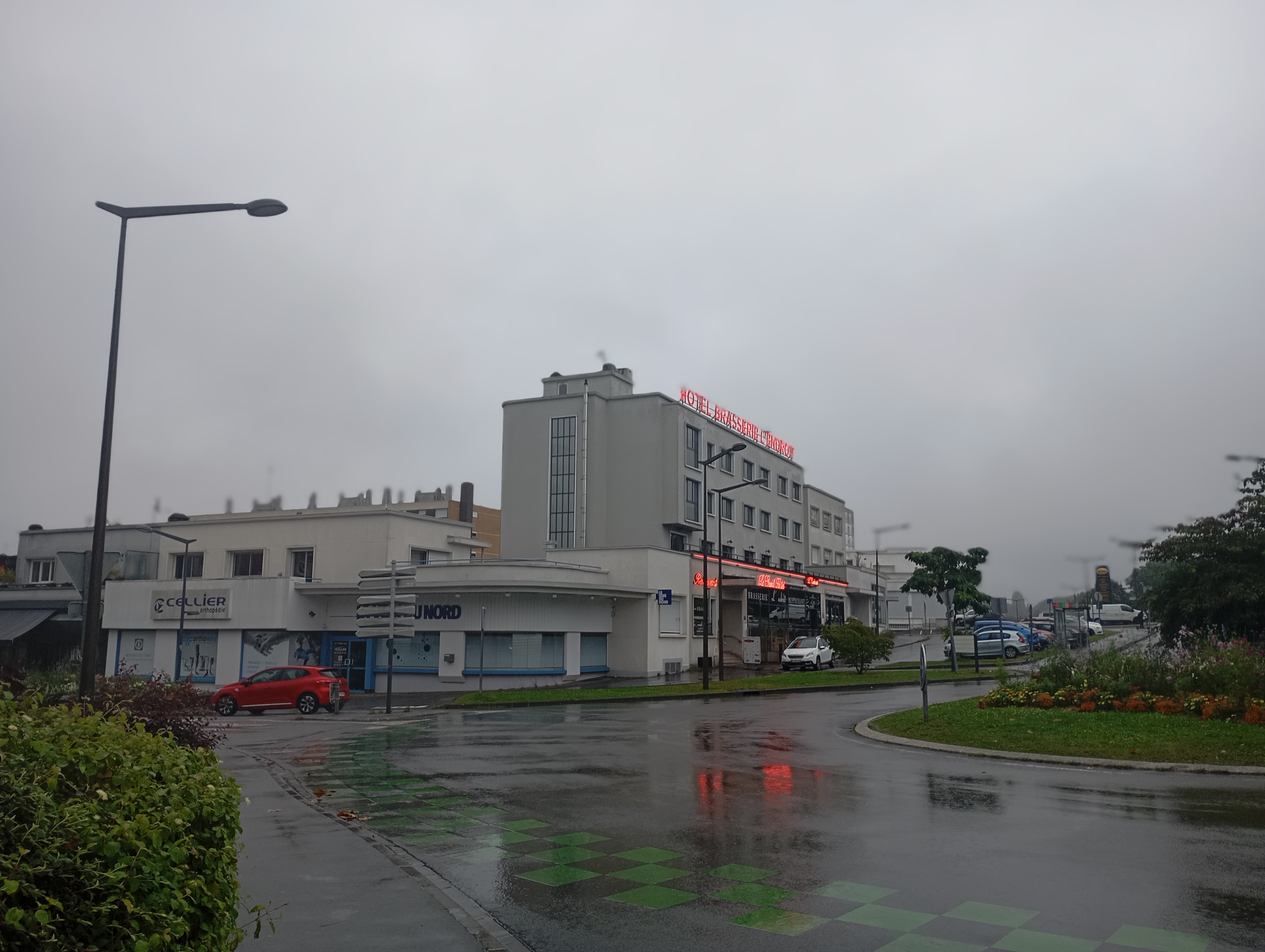
Hôtel, restaurant, commerces et logements Lurçat, avenue de France et porte de Paris, Maubeuge

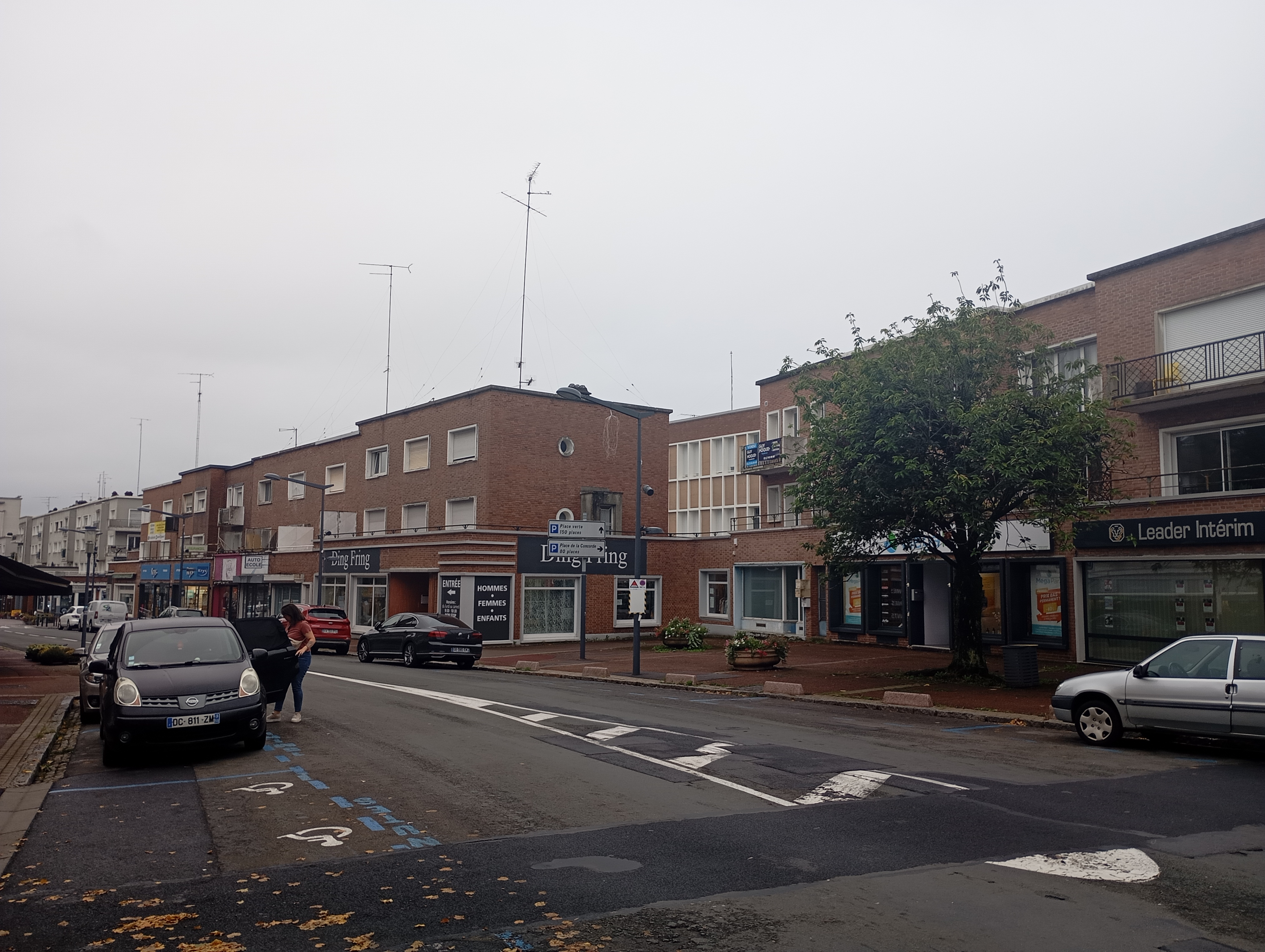
Logements et commerces Lurçat, Avenue Franklin Roosevelt, Maubeuge

Les travaux en eux-mêmes commencent en 1948 et durent dix ans. 651 logements et 230 commerces sinistrés sont construits. Dans son optique de conception d'une ville utopique d'où les inégalités seraient absentes, Lurçat va jusqu'à surélever la rive droite de la Sambre et rabaisser la rive gauche. Un réseau de rues est recréé sans tenir aucun compte de l’ancien.
La ville nouvelle est formée d'îlots aérés dont les proportions respectent les rares maisons anciennes préservées. La hauteur des bâtiments est limitée à quatre niveaux maximum, à de rares exceptions près (le Building ou la Joyeuse I, détruite depuis). Au milieu de ces îlots, Lurçat a intégré de nombreuses places plantées d’arbres, illustrant son idée de ville « claire, verte, moderne, aérée et ensoleillée ». Les éléments fonctionnels ou décoratifs (perrons, balcons, auvents, encadrements de portes et de fenêtres) sont identiques sur chaque édifice, réalisés en série. L'architecture Lurçat se traduit également par des formes géométriques simples (cubes, parallélépipèdes), des toitures plates, des maçonneries lisses uniformément passées à l’enduit, le privilège constant de l'horizontalité par rapport à la verticalité et l’absence d'ornements.

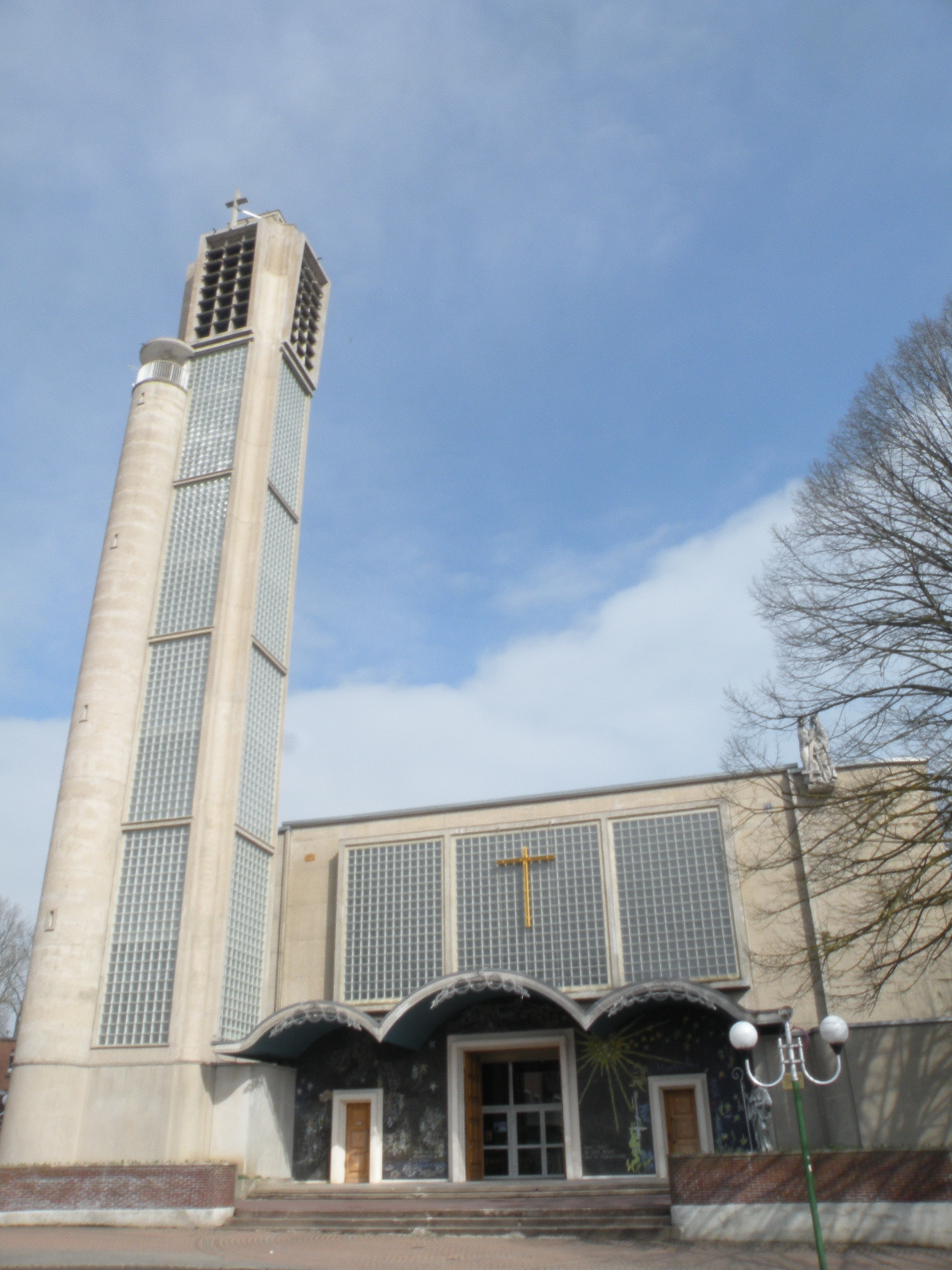
Église Saint-Pierre-et-Saint-Paul de Maubeuge

Présentée comme l'aboutissement ultime de l'architecture d'André Lurçat, l'église Saint-Pierre-saint-Paul est la principale église du centre-ville. André Lurçat travaillera sur le projet de l'église avec Henri Lafitte.
Henri Lafitte réalisera l'avant-projet en 1947, avant d'aboutir sur un projet plus sobre, claire, épuré et constitué de matériaux modernes voulu par André Lurçat. De cet avant-projet, Henri Lafitte conservera et travaillera sur l'auvent de l'église et quelque détail architecturaux.
André Lurcat s'inspirera de la première église du Chapitre pour son porche (les 3 voutes), et il ajoutera dans le béton, des pierres concassées de l'église St Pierre St Paul détruite en 1940, pour la façade de l'église actuelle.